# Eugen Cicero
Eugen Ciceu (Cluj, Rumanía, 27 de junio de 1940-Zúrich, Suiza, 6 de diciembre de 1997), más conocido como Eugen Cicero, fue un pianista rumano naturalizado alemán.

## Biografía
Nació en Cluj-Napoca, en una familia de etnia rumana. Cuando solo tenía cuatro años comenzó a tocar el piano, y a los seis dio su primer concierto para piano con la orquesta local. Tras graduarse en el Conservatorio Nacional de Bucarest con una formación de música clásica, desarrollaría un estilo propio que incorporaba improvisaciones de jazz a las obras de referentes como Mozart y Bach.
En 1962 aprovechó un viaje a Berlín Este para desertar de la República Socialista de Rumanía con toda su banda, rumbo a Suiza. Dos años después se trasladó a Berlín Oeste como músico profesional, con numerosas grabaciones en la big band de la Orquesta Sinfónica de la RIAS y en la Orquesta Filarmónica de Múnich. En 1976 recibió el Premio Discográfico Alemán por sus interpretaciones de Franz Schubert.
Cicero estableció su residencia definitiva en Zúrich (Suiza) en 1982 y mantuvo una relación con la soprano Ruth Juon. El pianista no pudo regresar a Rumanía hasta 1990, meses después de la llegada de la democracia, y ofreció un concierto en la Sala Radio de la Orquesta Nacional. Cicero falleció en Suiza el 6 de diciembre de 1997.
Su hijo Roger Cicero (1970-2016) fue también cantante profesional de swing y jazz.